# Storkärr (sumpmark i Finland)
Storkärr är en sumpmark i Finland. Den ligger i Sjundeå i landskapet Nyland, i den södra delen av landet, 40 km väster om huvudstaden Helsingfors.